# James Hall
James Hall (Hingham, Massachusetts, 12 de septiembre de 1811 - Bethlehem, Nuevo Hampshire, 7 de agosto de 1898) fue un botánico, pteridólogo, algólogo, profesor, geólogo y paleontólogo estadounidense. Fue una autoridad conocida en estratigrafía y tuvo un papel influyente en el desarrollo de la paleontología en Estados Unidos.

## Biografía
Era aborigen de Hingham, Massachusetts, el mayor de cuatro hijos. Sus padres, James Hall Sr. y Sousanna Dourdain Hall, habían emigrado de Inglaterra dos años antes. Hall desarrolló un temprano interés en la ciencia y se inscribió en Rensselaer Polytechnic Institute, una universidad de reciente creación que hizo hincapié en la participación del estudiante y se centró en la ciencia. Fue estudiante de Amos Eaton y de Ebenezer Emmons, ambos notables geólogos. En 1832, se graduó con honores, recibiendo su M.Sc. en 1833, y se mantuvo en Rensselaer para enseñar Química y más tarde Geología.
En 1836 se estableció un estudio de varios años para recopilar información sobre la geología y la historia natural de Nueva York. A los efectos de la encuesta, el Estado se dividió en cuatro distritos, y Hall se convirtió en asistente de Geología de Ebenezer Emmons, jefe del Segundo Distrito. Su asignación inicial fue estudiar los depósitos de hierro en las montañas de Adirondack. Al año siguiente, la encuesta fue reorganizada: Hall fue puesto a cargo del Cuarto Distrito, en el oeste de Nueva York. Otros notables geólogos que trabajaron en la encuesta incluyen Lardner Vanuxem y Timoteo Conrad. Trabajando juntos, el personal de la encuesta desarrolló una estratigrafía para Nueva York y sentó un precedente para la denominación de las divisiones estratigráficas basadas en la geografía local.
De 1855 a 1858 trabajó como geólogo para el estado de Iowa y de 1857 a 1860 para el estado de Wisconsin. En 1871 se hizo director del Museo de Historia Natural de Albany, Nueva York. Durante su vida publicó más de 260 artículos y 35 libros.

## Obra

### Algunas publicaciones
- Geology of New York, Part IV 1843

- Palaeontology of New York, 8 v. 1847-1894.

- Geological Survey of Iowa, 2 v. 1858-1859.

- Report on the Geological Survey of the State of Wisconsin 1862

- United States and Mexican Boundary Survey 1857

- con J.M.Clarke. Devonian Crustacea, 1888

- con J.M.Clarke. An Introduction to the Study of the Genera of Paleozoic Brachiopoda 1892/94

- con J.M.Clarke. A Memoir on the Paleozoic Reticulate Sponges constituting the Family Dictyospongidse, 1898/99

## Honores

### Eponimia
- La abreviatura «J.Hall» se emplea para indicar a James Hall como autoridad en la descripción y clasificación científica de los vegetales.[2]